# Torneo del Interior A
El Torneo del Interior A es el campeonato de rugby más importante para los clubes del interior de Argentina. Es clasificatorio al Torneo Nacional de Clubes.
El torneo inició en 1998, se interrumpió en 2004 y regresó en 2009. Aquí no participa la Unión de Rugby de Buenos Aires, los equipos clasifican desde los torneos regionales y por ello reúne a los mejores del interior del país.
El máximo ganador es Duendes de Rosario con cinco títulos. El actual campeón es Lawn Tennis de Tucumán.

## Historia
En 1998 se implementó un formato que incluía a 43 instituciones. El primer campeón fue el Jockey de Córdoba, quien ganó la final frente a Marista de Mendoza.
El campeonato se disputó durante siete años de manera ininterrumpida, y en el mismo participaban equipos de los campeonatos regionales del Centro, Litoral, Noroeste, Pampeano y Oeste, pero en 2005 dejó de jugarse. 

### Segunda era
Durante la temporada del 2009 se reanudó el mismo con la participación de equipos de las mismas regiones, y en la temporada 2011 se incluyeron equipos de las regiones Bonaerense, Patagonia Este, Patagonia Oeste y NEA. Para 2013 ambas regiones patagónicas se unificaron y así se disputa hasta la actualidad.
En 2015 y por la reanudación del Torneo Nacional de Clubes, se renombran los torneos en «Torneo del Interior A» y «Torneo del Interior B». Además, los mejores equipos de cada región con plaza participan de la máxima competencia nacional, aumentando así representantes de ciertas regiones en los torneos tanto A o B.
En 2016 ingresan al campeonato los dos mejores equipos del Uruguay, ingresando en el Torneo del Interior B. Esto lleva al campeonato a ampliarse de 32 a 34 participantes.

## Sistema de disputa
Los 16 equipos defienden plazas para su región en lugar de defender la plaza de su mismo equipo.
Los clubes se dividen en cuatro zonas de cuatro equipos cada una, según su ubicación geográfica y mérito deportivo. El sistema de competencias es de todos contra todos en cada zona a ida y vuelta, jugando seis partidos cada equipo y los primeros de cada zona (cuatro en total) avanzan a la fase final.

### Fase final
En semifinales se enfrentan: 1-4 y 2-3 (según la tabla general) a eliminación directa en un solo partido y los vencedores acceden a la final: el ganador es campeón. Mientras que los dos últimos de cada grupo juegan duelos de eliminación directa para evitar descender una plaza de su región.

### 2024
Desde el 1ero de septiembre del 2024, se está jugando la edición XXI del Torneo, cuyo formato de disputa son 2 zonas de 8 equipos, a una rueda de todos contra todos.
Zona 1:  Jockey Club (R), GER, Urú Curé, Tala RC, CRAI, Los Tarcos RC, Los Tordos RC, Tucumán LT.
Zona 2: CURNE, Jockey Club (C), Marista RC,  Córdoba Athletic, Duendes RC, Santa Fe RC, Universitario (C), Tucumán Rugby.

## Regiones
- Córdoba: región compuesta por la union Cordobesa.
- Litoral: región compuesta por las uniones Entrerriana, Rosarina y Santafesina.
- Noroeste argentino: región compuesta por las uniones Salteña, Tucumana , Jujeña y Santiagueña.
- Nordeste argentino: región compuesta por las uniones del Nordeste, la Unión de Formosa y la Unión de Misiones.
- Pampeana: región compuesta por las uniones que engloban a algunos clubes del interior de la Provincia de Buenos Aires, Provincia de La Pampa y parte de la Provincia de Río Negro: Mar del Plata, UROBA y Unión del Sur.
- Oeste: región compuesta por las uniones de Cuyo, Andina, San Luis y San Juan.
- Patagonia: región compuesta por las uniones de Valle del Chubut, Unión Austral, Alto Valle y Lagos del Sur, más las uniones de Santa Cruz y Tierra del Fuego que no compiten actualmente.

## Campeones
Fuente: PDF en la página oficial de la UAR
| Año           | Edición | Campeón                  | Resultado  | Subcampeón        |
| ------------- | ------- | ------------------------ | ---------- | ----------------- |
| 1998          | I       | Jockey Club (C)          | 25 - 13    | Marista RC        |
| 1999          | II      | Jockey Club (C)          | 26 - 13    | Duendes RC        |
| 2000          | III     | Jockey Club (R)          | 26 - 22    | Tala RC           |
| 2001          | IV      | La Tablada RC            | 21 - 16    | Cardenales RC     |
| 2002          | V       | Jockey Club (R)          | 32 - 28    | Universitario (T) |
| 2003          | VI      | Duendes RC               | 22 - 20    | Cardenales RC     |
| 2004          | VII     | Tala RC                  | 35 - 26    | Los Tarcos        |
| No se disputó |         |                          |            |                   |
| 2009          | VIII    | Duendes RC               | 35 - 21    | Universitario (T) |
| 2010          | IX      | La Tablada RC            | 25 - 18    | Cardenales RC     |
| 2011          | X       | La Tablada RC            | 37 - 27    | Duendes RC        |
| 2012          | XI      | Duendes RC               | 40 - 21    | Cardenales RC     |
| 2013          | XII     | Duendes RC               | 36 - 6     | Tala RC           |
| 2014          | XIII    | Urú Curé                 | 25 - 11    | Los Tordos RC     |
| 2015          | XIV     | Cardenales RC            | 26 - 16    | Los Tordos RC     |
| 2016          | XV      | Los Tarcos RC            | 25 - 20    | Jockey Club (R)   |
| 2017          | XVI     | La Tablada RC            | 25 - 22    | GER               |
| 2018          | XVII    | CURNE                    | 20 - 14    | Huirapuca         |
| 2019          | XVIII   | GER                      | 30 - 20    | Marista RC        |
| 2022          | XIX     | Duendes RC               | 38 - 12    | Huirapuca         |
| 2023          | XX      | Universitario Rugby Club | 25 - 21    | Córdoba Athletic  |
| 2024          | XXI     | Tucumán Lawn Tennis Club | 30 - 24    | Jockey Club (C)   |
| 2025          | XXII    | En disputa               | En disputa | En disputa        |

## Palmarés
| Equipo                   | Campeonatos                      | Subcampeonatos             |
| ------------------------ | -------------------------------- | -------------------------- |
| Duendes                  | 5 (2003, 2009, 2012, 2013, 2022) | 2 (1999, 2011)             |
| La Tablada               | 4 (2001, 2010, 2011, 2017)       | 0                          |
| Jockey de Córdoba        | 2 (1998, 1999)                   | 1 (2024)                   |
| Jockey de Rosario        | 2 (2000, 2002)                   | 1 (2016)                   |
| Cardenales               | 1 (2015)                         | 4 (2001, 2003, 2010, 2012) |
| Tala                     | 1 (2004)                         | 2 (2000, 2013)             |
| Universitario de Tucumán | 1 (2023)                         | 2 (2002, 2009)             |
| GER                      | 1 (2019)                         | 1 (2017)                   |
| Urú Curé                 | 1 (2014)                         | 0                          |
| CURNE                    | 1 (2018)                         | 0                          |
| Los Tarcos               | 1 (2016)                         | 1 (2004)                   |
| Lawn Tennis              | 1 (2024)                         | 0                          |
| Los Tordos               | 0                                | 2 (2014, 2015)             |
| Marista                  | 0                                | 2 (1998, 2019)             |
| Huirapuca                | 0                                | 2 (2018, 2022)             |